# Machnatý vrch
Machnatý vrch je přírodní rezervace v chráněné krajinné oblasti Vihorlat. Nachází se v katastrálním území obce Vyšná Rybnica v okrese Sobrance v Košickém kraji. Území bylo vyhlášeno či novelizováno v roce 1988 na rozloze 3,1800 ha. Ochranné pásmo nebylo stanoveno.

## Flora
Roste zde: bělomech sivý (latinsky Leucobryum glaucum), hruštička menší (Pyrola minor), ostřice kulkonosná (Carex pilulifera), zimozelen okoličnatý (Chimaphilla umbelata) a další.